# Richard Durbin
Richard Joseph Durbin, conocido como Dick Durbin (nacido el 21 de noviembre de 1944) es un político y abogado estadounidense que se desempeña como senador senior de los Estados Unidos por Illinois. Ahora en su quinto mandato en el Senado, Durbin ocupa su escaño desde 1997. Durbin ha sido el líder  demócrata adjunto en el Senado desde 2005, la segunda posición más alta en el liderazgo demócrata en el Senado y el látigo de la mayoría del Senado desde 2021.
Durbin nació en East St. Louis, Illinois. Se graduó de la Escuela Walsh de Servicio Exterior y del Centro de Derecho de la Universidad de Georgetown. Trabajando como asesor legal estatal a lo largo de la década de 1970, se postuló sin éxito para vicegobernador de Illinois en 1978. Durbin fue elegido miembro de la Cámara de Representantes en 1982, en representación del el 20.º distrito congresional, con sede en Springfield.
Después de cumplir siete mandatos en la Cámara, Durbin fue elegido para el Senado de los Estados Unidos en 1996 y reelegido en 2002, 2008, 2014 y 2020. Se ha desempeñado como látigo demócrata en el Senado desde 2005, bajo Harry Reid hasta 2017 y bajo Chuck Schumer desde 2017. Durante ese tiempo, había tenido dos períodos como líder adjunto de la mayoría del Senado (de 2007 a 2015, y desde 2021), y dos como látigo de la minoría (de 2005 a 2007 y de 2015 a 2021). Es el decano de la delegación congresional de Illinois.
Durbin pertenece al ala izquierda del Partido Demócrata. Es particularmente asociado con el movimiento ecologista, especialmente la protección de las reservas de faunas antárticas.